# Вльора (област)
Област Вльора (на албански: Qarku i Vlorës) е административно-териториална област в Албания, разположена в южната част на страната, с площ от 2706 км2. Съставена е от 7 общини – Вльора, Делвина, Кониспол, Саранда, Селеница, Финик и Химара. Числеността на населението според преброяването през 2011 г. е 175 640 души. Административен център е град Вльора.